# Кулевча (Тамбовская область)
Кулевча — село в Инжавинском районе Тамбовской области России. Административный центр сельского поселения Марьевский сельсовет.

## География
Стоит на реке Балыклей. К селу примыкает деревня Соловьянка.

## История
Административно входило в состав Инжавинской волости Кирсановского уезда.

## Население
| 2002 | 2010 |
| ---- | ---- |
| 471  | ↘431 |

## Известные уроженцы, жители
Людмила Ивановна Дмитриева (род. 1 сентября 1939, с. Кулевча, Инжавинский район Тамбовской области РСФСР) — российский филолог. Её перу (в соавторстве с О. Кирилловой) принадлежит исследование «Прозвища людей Инжавинского района Тамбовской области» (VII Державинские чтения: филология и журналистика. — Тамбов, 2002. — С. 78).

## Инфраструктура
Администрация поселения.
Памятный крест, установленный на месте сожженной церкви.

## Транспорт
Остановка общественного транспорта «Кулевча».